# Steinhude
Coordonate: 52°27'23" N, 9°21'48" O
Steinhude este o localitate de pe malul lacului Steinhuder Meer, care aparține de orașul Wunstorf, landul Saxonia Inferioară, Germania.